# 4470 Сергејев-Ценски
4470 Сергејев-Ценски (енгл. 4470 Sergeev-Censkij) је астероид главног астероидног појаса. Приближан пречник астероида је 18,34 ,
а средња удаљеност астероида од Сунца износи 3,138 астрономских јединица (АЈ).
Инклинација (нагиб) орбите у односу на раван еклиптике је 2,448 степени, а орбитални период износи 2030,929 дана (5,560 година). Ексцентрицитет орбите астероида износи 0,164.
Апсолутна магнитуда астероида износи 11,90 а геометријски албедо 0,091.
Астероид је откривен 31. августа 1978. године.